# Bombardeo de Lérida

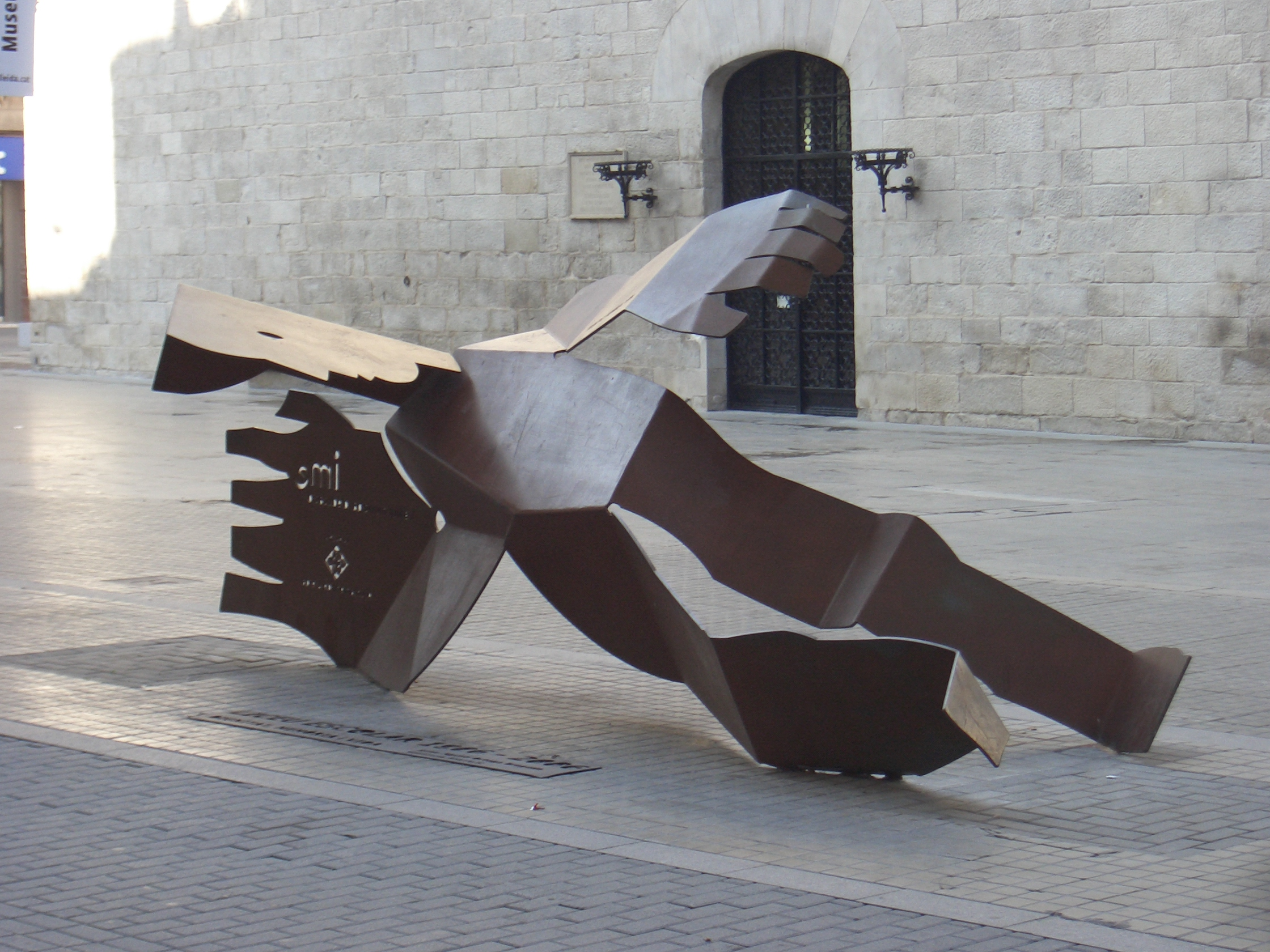
Monumento a las víctimas del Liceo Escolar erigido en la avenida Blondel en 2006. Es obra del escultor ilerdense Agustí Ortega.

El bombardeo de Lérida fue un ataque aéreo que tuvo lugar en dicha ciudad la tarde del 2 de noviembre de 1937, en el contexto de la guerra civil española. Fue uno de los más mortíferos de la guerra, junto con los de Guernica, Durango y Granollers.

## El bombardeo
La actividad de la aviación sublevada en los bombardeos sobre la retaguardia republicana venía incrementándose desde comienzos de otoño, cuando la Campaña en el Norte perdió su intensidad. Por su parte, Lérida, que se hallaba en la retaguardia republicana del Frente de Aragón, no había sufrido hasta la fecha ningún bombardeo.
La tarde del 2 de noviembre de 1937, unos nueve bombarderos italianos Savoia S-79 despegaron del Aeródromo de Zaragoza para dirigirse a Lérida, en un ataque por sorpresa (según el parte de guerra "nacional" el objetivo era un puente sobre el río Segre). Por alguna razón desconocida, las sirenas antiaéreas no sonaron la tarde de aquel día, lo que provocó que el bombardeo cogiese totalmente por sorpresa a los civiles. «En pocos segundos la ciudad se convirtió en un infierno y sus calles en un campo sembrado de cadáveres». Las bombas de los aviones cayeron en numerosos puntos del casco urbano, especialmente en los alrededores del Puente viejo, la Calle Mayor, el Mercado de San Luis, la sede local del Banco de España y el Liceo Escolar. En esta escuela, más de 60 alumnos de edades comprendidas entre los 9 y los 13 años quedaron sepultados bajo los escombros. Una de las bombas alcanzó de lleno un autobús repleto de viajeros en medio del puente del río Segre. No hubo supervivientes.

## Víctimas y consecuencias
El ataque dejó un elevadísimo número de fallecidos, con 250 muertos y alrededor de 750 heridos según algunos autores. El problema es que el registro del cementerio de la ciudad tiene apuntados 185 muertos aquel día, pero la relación de fallecidos no coincide con la lista de 173 muertos que publicó el periódico local HP los días 4 y 5 de noviembre y el libro del registro civil de Lérida, donde el oficial mayor inscribió entre 250 y 300 fallecidos (según recuerda él mismo) lo hicieron desaparecer en la posguerra, así como los ejemplares del diario HP de aquellos días. Como ha señalado la historiadora Mercè Batallat citada por Solé i Sabaté y Villaroya:

Si el bombardeo de Guernica los nacionales lo atribuyeron a los republicanos, este bombardeo de Lleida optaron por ignorarlo y hacer desaparecer las víctimas del registro.

El elevado número de muertos causó un escándalo internacional. El fotógrafo Agustí Centelles recogió en algunas fotografías los efectos materiales del bombardeo y las numerosas víctimas civiles. Según refieren los historiadores Solé i Sabaté y Villarroya:

Las autoridades locales, ante el temor de que el bárbaro ataque levantara las iras de la población y se produjeran venganzas contra las personas consideradas de derechas, tomaron la decisión de lanzar varias proclamas por la radio para calmar los ánimos. Uno de los escogidos para hablar fue el comandante Sebastián Zamora Merino, que había perdido a una hija en el bombardeo y tenía otra que estaba malherida.